# Musikåret 1962

## Händelser
- 1 januari – Brittiska popgruppen Beatles provspelar på skivbolaget Decca som säger nej till skivkontrakt [1].
- 13 februari – Inger Berggrens låt Sol och vår vinner den svenska uttagningen till Eurovision Song Contest på Cirkus i Stockholm, men i den europeiska finalen blir det Lill-Babs som får sjunga den [2].
- 12 mars – Isabelle Aubrets låt Un premier amour vinner Eurovision Song Contest i Frankrike för Luxemburg [3].
- 30 juni – Svenska piratradiostationen Radio Nord har sin sista sändningsdag.
- 12 juli – The Rolling Stones debuterar på Marquee Club i London. [4]
- 5 oktober – The Beatles ger ut sin första singel, Love Me Do.
- 13 oktober – Svensktoppen har premiär [5], första ettan är Midnattstango med Lars Lönndahl [6],

## Priser och utmärkelser
- Stora Christ Johnson-priset – Hilding Rosenberg för Louisville Concerto
- Mindre Christ Johnson-priset – Gunnar Bucht för Symfoni nr 4
- Medaljen för tonkonstens främjande – Hilding Rosenberg
- Spelmannen – Matts Arnberg

## Årets album
Vänligen sortera soloartister på efternamn, musikgrupper på förstabokstaven (utan engelskans "The" och "A")
- The Beach Boys – Surfin' Safari
- John Coltrane – Coltrane
- John Coltrane – Coltrane Plays the Blues
- John Coltrane – Olé Coltrane
- John Coltrane – Standard Coltrane
- Bob Dylan – Bob Dylan (debut)
- The Everly Brothers – Instant Party
- The Everly Brothers – Christmas with the Everly Brothers
- Dexter Gordon – Go!
- Jan Johansson – Innertrio
- Ricky Nelson – Album Seven by Rick
- Roy Orbison – Crying
- Tom Paxton – I'm the Man That Built the Bridges
- Elvis Presley – Pot Luck with Elvis
- Stevie Wonder – The Jazz Soul of Little Stevie Wonder (debut)
- Swe-Danes – På begäran

## Årets singlar & hits
Vänligen sortera soloartister på efternamn, musikgrupper på förstabokstaven (utan engelskans "The" och "A")
- The Beach Boys – Surfin' Safari
- Pat Boone – Speedy Gonzales
- Freddy Cannon – Palisades Park
- Bruce Channel – Hey! Baby
- Ray Charles – I Can't Stop Loving You
- Perry Como – Caterina
- The Crystals – He's a Rebel
- The Everly Brothers – Crying in the Rain
- The Everly Brothers – That's Old Fashioned (That's the Way Love Should Be)
- John Lee Hooker – Boom Boom
- Brian Hyland – Sealed with a Kiss
- Claude King – Wolverton Mountain
- The Kingston Trio – Where Have All the Flowers Gone?
- Anna-Lena Löfgren – Regniga natt
- Lars Lönndahl – Midnattstango
- Lars Lönndahl – Maria
- Lars Lönndahl & Towa Carson – I natt
- Lars Lönndahl – Tina & Marina
- Little Eva – The Loco-Motion
- Clyde McPhatter – Lover Please
- Chris Montez – Let's Dance
- Ricky Nelson – Young World
- Ricky Nelson – Teen Age Idol
- Ricky Nelson – It's Up To You
- Elvis Presley – Good Luck Charm / Anything That's Part of You
- Elvis Presley – She's Not You
- Elvis Presley – Return to Sender
- Tommy Roe – Sheila
- Neil Sedaka – Breaking Up Is Hard to Do
- The Shadows – Wonderful Land
- Del Shannon – Hey Little Girl
- The Shirelles – Soldier Boy
- The Spotnicks – Ol' Man River
- The Tornados – Telstar
- Jerry Williams – Twistin' Patricia

## Födda
- 6 februari – Axl Rose, amerikansk hårdrocksångare i Guns N' Roses.
- 7 februari – Garth Brooks, amerikansk countryartist.
- 10 februari – Cliff Burton, amerikansk musiker (Metallica).
- 11 februari – Sheryl Crow, amerikansk rocksångare och skådespelare.
- 11 februari – Tina Leijonberg, svensk TV-programledare, skådespelare och sångare.
- 15 februari – Niklas Hjulström svensk skådespelare, regissör och artist.
- 27 februari – Paula af Malmborg Ward, svensk tonsättare.
- 2 mars – Jon Bon Jovi, amerikansk rocksångare.
- 17 mars – Clare Grogan, skotsk sångerska i Altered Images och skådespelare.
- 1 april – Trond Korsmoe, svensk musiker, medlem i Larz-Kristerz.
- 3 april – Mike Ness, rocksångare/gitarrist, Social Distortion.
- 6 april – Robert Wells, svensk musiker.
- 13 april – Hillel Slovak, amerikansk musiker, före detta gitarrist i rockbandet Red Hot Chili Peppers.
- 21 april – Göran Fritzson, svensk musiker, spelar klaviatur i Gyllene Tider.
- 12 maj – Brett Gurewitz, amerikansk musiker, gitarrist i punkbandet Bad Religion.
- 18 maj – Sandra Ann Lauer, tysk sångare.
- 18 maj – Nanne Grönvall, svensk sångare.
- 8 juni – Nick Rhodes, brittisk musiker, keyboardist i Duran Duran.
- 10 juni – Kent Lindén, svensk musiker, medlem i Larz-Kristerz.
- 19 juni – Paula Abdul, amerikansk sångare.
- 22 juni – Andreas Frege, tysk musiker, sångare i Die Toten Hosen.
- 29 juni – Blossom Tainton, svensk artist.
- 8 juli – John Osborne, amerikansk sångare, gitarrist och låtskrivare inom blues, folkmusik, country och rock.
- 18 juli – Jack Irons, amerikansk musiker, före detta trummis i rockbandet Red Hot Chili Peppers.
- 22 juli – Steve Albini, amerikansk musiker och musikproducent.
- 24 juli – Andreas Meurer, tysk musiker, basist i Die Toten Hosen.
- 13 augusti – Maria Langhammer, svensk skådespelare och sångare (blues, soul och country).
- 27 augusti – Lotten Strömstedt, svensk journalist, författare, röstskådespelare, kompositör och sångtextförfattare.
- 29 augusti – Nike Markelius, svensk trummis och sångare.
- 11 september – Mauro Scocco, svensk musiker.
- 2 oktober – Sigtryggur Baldursson, isländsk musiker, trummis i Sugarcubes.
- 5 oktober – Volker Krawczak, tysk musiker, basist i Steeler och Axel Rudi Pells soloprojekt.
- 16 oktober – Michael Balzary, amerikansk musiker, basist i rockbandet Red Hot Chili Peppers.
- 19 oktober – Bendik Hofseth, norsk kompositör, musiker och sångare.
- 25 oktober – Chad Smith, amerikansk musiker, trummis i rockbandet Red Hot Chili Peppers.
- 30 oktober – Krister St. Hill, svensk sångare.
- 31 oktober – Anna-Lena Laurin, svensk tonsättare.
- 1 november – Anthony Kiedis, amerikansk musiker, sångare i Red Hot Chili Peppers.
- 17 november – Torleif Thedéen, svensk cellist.
- 18 november – Kirk Hammett, amerikansk musiker, gitarrist i Metallica
- 28 november – Matt Cameron, amerikansk musiker, trummis i Soundgarden 1986–1997.
- 8 december – Marty Friedman, amerikansk musiker.
- 28 december – Sharon Dyall, svensk sångare och skådespelare.

## Avlidna
- 29 januari – Fritz Kreisler, 86, österrikisk violinist.
- 17 februari – Bruno Walter, 85, tysk-amerikansk dirigent.
- 10 april – Stuart Sutcliffe, 21, brittisk basist i The Beatles
- 12 november – Bror Abelli, 82, svensk regissör, skådespelare, sångare, författare och biografägare.
- december – Annika Björklund, 64, svensk kompositör och författare.

### Fotnoter
1. ↑  100 år med Aftonbladet, 1999
2. ↑  Poplight – Melodifestivalen.
3. ↑  Poplight – Eurovision Song Contest.
4. ↑  Wyman, Bill (2002). Rolling With the Stones. DK Publishing. sid. 36–37. ISBN 0-7894-9998-3
5. ↑  Svensktoppen – En liten historik
6. ↑  Svensktoppen – 1962.